# گمینا سروتسک
گمینا سروتسک (به لهستانی:  Gmina Serock) یک گمینا در لهستان است که در شهرستان لگیونووو واقع شده‌است. گمینا سروتسک ۱۰۸٫۹۶ کیلومتر مربع مساحت و ۱۳٬۶۷۶ نفر جمعیت دارد.

## خواهرخوانده
شهر Dzierżoniów خواهرخواندهٔ گمینا سروتسک هست.